# Alhonsaari
Alhonsaari är en ö i Muuratjärvi i Finland. Den ligger i kommunen Muurame i den ekonomiska regionen  Jyväskylä  och landskapet Mellersta Finland, i den södra delen av landet, 220 km norr om huvudstaden Helsingfors.